# Hartzerkleinerung
Die Hartzerkleinerung gehört zur Mechanischen Verfahrenstechnik. Sie befasst sich mit der industriell nutzbaren Anwendung der Zerkleinerung harter Güter und Stoffe wie z. B. Gesteinen und den hierfür erforderlichen maschinellen Einrichtungen.
Die Hartzerkleinerung geschieht in aller Regel in kontinuierlichen Prozessen, die einen ununterbrochenen Betrieb über mehrere Stunden, Tage oder Wochen voraussetzen. Anwendungsfälle der Hartzerkleinerung sind beispielsweise Steinbrüche, die Gewinnung von Bodenschätzen, Marmor und Erzen und die Herstellung von Zement.
Maschinen der Hartzerkleinerung sind Sägen, Bohreinrichtungen, Brecher, Kugelmühlen, Walzenschüsselmühlen, Rollenmühlen und Rollenpressen. Zumeist werden Güter zur Hartzerkleinerung auf Halden, in Bunkern oder Silos bevorratet. Die zerkleinerten Produkte des Prozesses werden ebenso wiederum auf Halde gefahren, in Bunkern oder Silos gelagert.